# Liste der Monuments historiques in Foulangues
Die Liste der Monuments historiques in Foulangues führt die Monuments historiques in der französischen Gemeinde Foulangues auf.

## Liste der Bauwerke
| Bezeichnung     | Beschreibung                  | Standort | Kennzeichnung | Schutzstatus | Datum | Bild           |
| --------------- | ----------------------------- | -------- | ------------- | ------------ | ----- | -------------- |
| Kirche St-Denis | Erbaut im 11./12. Jahrhundert | (Lage)   | PA00114694    | Classé       | 1906  | weitere Bilder |

## Liste der Objekte
- Monuments historiques (Objekte) in Foulangues in der Base Palissy des französischen Kultusministeriums